# Алкуин
А́лкуи́н (лат. Alcuinus, также Albinus; около 735—19 мая 804) — англо-саксонский учёный, богослов и поэт, один из вдохновителей Каролингского Возрождения. Академическое прозвище Алкуина — Флакк (лат. Flaccus), в честь римского поэта Горация.

## Биография
Англосакс по происхождению. Родился в Нортумбрии получил образование в архиепископской школе в Йорке. Здесь же прошла большая часть его жизни: сначала — учитель в школе Эгберта Йоркского, а с 778 года — ее глава. Достиг огромной для своего времени эрудиции.
В 781 году отправился с церковно-дипломатическим поручением к папскому двору в Рим, по возвращении из которого встретился в Парме с Карлом Великим, который приблизил его к себе: в 782 году Алкуин переехал в Ахен и возглавил там Палатинскую академию. Академия в Ахене, руководимая Алкуином, стала крупным центром распространения классических знаний в Европе. Организованный Алкуином кружок, куда входили Карл Великий, поэт Ангильберт и биограф Карла Великого Эйнгард, стал центром каролингского возрождения — периода расцвета культуры и искусств в Западной Европе в конце VIII — середине IX века. Алкуин был одним из ближайших советников Карла Великого в реформах образования и богослужения. Идеал академии Алкуина — соединение античной формы с христианским духом. Иногда Алкуина называют учеником Беата Лиебанского. В 796 году стал аббатом монастыря св. Мартина в Туре (Сен-Мартен-де-Тур), где также основал школу и крупнейший скрипторий эпохи Карла Великого.
Накануне смерти в 804 году его, согласно «Анналам Петау», разбил паралич.

## Вклад
По инициативе Алкуина в Туре была предпринята фундаментальная ревизия латинского перевода Библии бл. Иеронима (Вульгаты), так называемая Библия Алкуина (рукопись утрачена; в XX в. предпринимались попытки её восстановления и издания). Среди теологических сочинений Алкуина — «De fide sanctae et individuae Trinitatis», труд, который некоторые медиевисты считают основополагающим для средневековой теологии. Алкуин является автором ряда агиографий (жития св. Мартина Турского, св. Виллиброрда, и других).
Алкуин — автор множества (около 380) латинских поучительных, панегирических, агиографических и литургических стихотворений (среди наиболее известных — «О кукушке» (лат. De cuculo) и «О предстоятелях и святых Йоркской Церкви» (лат. De pontificibus et sanctis Ecclesiae Eboracensis)). Алкуин сочинял также загадки в стихах и прозе. Алкуин вёл обширную переписку (с Карлом Великим, Ангильбертом, папой Римским Львом III и многими другими, всего 232 письма к разным лицам); письма Алкуина — важный источник по истории общества каролингской эпохи. В Дворцовой академии Алкуин преподавал тривий и элементы квадривия; в своём труде «Об истинной философии» он восстановил схему семи свободных искусств, проведя следом за Кассиодором параллель между семью искусствами и семью столпами храма Премудрости Соломона. Он составил учебники по разным предметам (некоторые в диалогической форме). Большую известность получили «Искусство грамматики» (лат. Ars grammatica) и «Словопрение высокороднейшего юноши Пипина с Альбином Схоластиком» (лат. Disputatio regalis et nobilissimi juvenis Pippini cum Albino scholastico). Известны также учебники Алкуина по диалектике, догматике, риторике, литургике. Значение Алкуина и Академии для развития художественной литературы и народного просвещения на Западе — огромно. Можно сказать, что с Алкуина начинается непрерывная эволюция новоевропейской (в отличие от античной) поэзии. Некоторые сочинения Алкуина свидетельствуют о его интересе к музыке, однако трактат «О музыке» (лат. De musica), который долгое время приписывали Алкуину, принадлежит перу Аврелиана из Реоме.
Алкуину приписывают авторство сборника занимательных задач Propositiones ad Acuendos Juvenes (рус. Задачи для оттачивания молодого ума).

## Позднейшие упоминания
В XVIII веке англичанин Джейкоб Айлив опубликовал собственную работу, подделку под перевод Книги Праведного, выдавая её за обнаруженный перевод древнееврейской книги, выполненный Алкуином.

## Сочинения
- Opera// Migne. PL. Vol. 100—101;
- Carmina // Poetae latini aevi Carolini. B., 1881 (Monumenta Germaniae Historica)
- Epistolae // Epistolae, IV. B., 1895 (Monumenta Germaniae Historica. Epistolae Caroli aevi)
- Clavis Gerberti / Von M. Bernhard. Munch., 1989. Bd 1;
- De orthographia. Firenze, 1997
- Анналы